# Bessentakvlinder
De bessentakvlinder (Eulithis mellinata) is een (dagactieve) nachtvlinder uit de familie Geometridae (spanners).
De voorvleugellengte van de vlinder bedraagt tussen de 16 en 18 millimeter. De vliegtijd is van halverwege mei tot halverwege  augustus.
Waardplanten van de bessentakvlinder komen uit het geslacht Ribes (vooral aalbes) en bosbes.
Het verspreidingsgebied beslaat het gehele Palearctisch gebied. De soort komt ook voor in Noord-Amerika. In Nederland is de soort vrij algemeen, in België niet zo algemeen. De soort komt verspreid over het hele gebied voor.